# TOKYO!
『TOKYO!』は、フランス・日本・ドイツ・韓国合作による2008年のオムニバス映画。
第61回カンヌ国際映画祭「ある視点」部門へ出品された。

## 制作プロダクション
- コムデシネマ

### インテリア・デザイン
- ビターズ・エンド
- ピクニック

### メルド
- ユーロスペース

### シェイキング東京
- オフスクリーン
- ビターズ・エンド

## スタッフ

### インテリア・デザイン
- 監督：ミシェル・ゴンドリー
- 原作：ガブリエル・ベル（英語版）
- 脚本：ミシェル・ゴンドリー、ガブリエル・ベル
- エグゼキュティヴ・プロデューサー：定井勇二、根岸洋之
- ライン・プロデューサー：鈴木勇
- 監督補：小林聖太郎
- 撮影：猪本雅三
- 美術：林田裕至、舩木愛子
- 音楽：エティエンヌ・シャリー（フランス語版）
- メイキング：七字幸久

### メルド
- 監督、脚本：レオス・カラックス
- エグゼキュティヴ・プロデューサー：堀越謙三
- アソシエイト・プロデューサー：大野敦子
- ライン・プロデューサー：金森保
- 撮影監督：キャロリーヌ・シャンプティエ
- 編集：ネリー・ケティエ
- 美術：磯見俊裕
- ビューティー・ディレクター： 柘植伊佐夫
- VFX：伊藤太一
- メイキング：熊切和嘉

### シェイキング東京
- 監督、脚本：ポン・ジュノ
- エグゼキュティヴ・プロデューサー：定井勇二
- アソシエイト・プロデューサー：ルイス・キム、チェ・アミ
- ライン・プロデューサー：大里俊博
- 撮影：福本淳
- 音楽：イ・ビョンウ

## 主題歌
HASYMO 『Tokyo Town Pages』

## キャスト

### インテリア・デザイン
- ヒロコ：藤谷文子
- アキラ：加瀬亮
- アケミ：伊藤歩
- ヒロシ：大森南朋
- タケシ：妻夫木聡
- 機械工：でんでん
- 不動産屋の男性：光石研
- 不動産屋の女性：入口夕布
- 食器屋の店長：峯村リエ
- 違反車両保管センターの従業員：樋浦勉
- ホンダを乗り回すチンピラ：森下能幸
- ビジネスマン(タケシの叔父)：石丸謙二郎

### メルド
- メルド：ドゥニ・ラヴァン
- ヴォランド(弁護士)：ジャン＝フランソワ・バルメール
- 担当検事：石橋蓮司
- 広岸次席検事：北見敏之
- 拘置所長：嶋田久作
- 高雲秀子：竹花梓
- 通訳1：KaoRi
- 通訳2：ジュリー・ドレフュス
- 裁判長：児玉謙次
- 野本アナウンサー：顔田顔彦
- 政府高官1：安住啓太郎
- 政府高官2：三原康可

### シェイキング東京
- 男：香川照之
- 少女(ピザ配達人)：蒼井優
- 店長(ピザ屋)：竹中直人
- 引きこもり：荒川良々
- 引きこもり：山本浩司
- 引きこもり：松重豊

## ストーリー

### インテリア・デザイン
売れない映画監督の彼氏・アキラと共にマイカーで上京し、友人・アケミのアパートへ転がり込んだヒロコ。愛車は駐車違反で持って行かれ、仕事も住まいも見つからず、アキラのみバイトの面接に合格して働き始め、次第にアケミにも疎まれ始めるヒロコだったが、ある日とんでもない珍事に巻き込まれ、図らずも自分の存在価値を見つける。

### メルド
メルド(フランス語で「糞」)という名の謎の怪人。彼は東京都内のあちこちのマンホールから現れては走り回り、通行人にぶつかって倒したり、持ち物を奪って食べる等の奇行を繰り返し、「マンホールの怪人」と恐れられていた。彼の住む下水道の奥の地下深くには、旧日本軍の戦車の残骸や、手榴弾が残されていた。やがて手榴弾をいくつも持ち出し、渋谷の街に次々と投げ、爆発させるメルド。警察は地下に乗り込んで、遂に彼を逮捕する。そして、不条理なテロ事件の裁判が始まる。

### シェイキング東京
一軒家に独り暮らしの引きこもり男。父親からの仕送りの現金書留で生活し、自宅に来るピザや宅配便の配達人とは決して目を合わせず、テレビも見ずに読書三昧。そんな生活を10年も続けていた。ある日、女性ピザ配達人のガーターソックスが目に入り、思わず顔を上げて目を合わせてしまう引きこもり男。しかしそこに地震が起こり気絶して倒れてしまう配達人。どうしたらよいか戸惑い、右往左往する男だったが、彼女の手足には押しボタンのイラストがいくつか描かれており、なぜか「起動ボタン」のイラストを押すと目が覚めた。その後、彼女がピザ屋を辞めたことを知った男は、会いたさが募り、遂に玄関の外へと踏み出す。そこは、誰もが引きこもりになってしまった東京だった。

## 日本国内の上映館
シネマライズ、シネ・リーブル池袋ほか。

## 映像商品
- 2008年8月6日、バップより、メイキング映像等を収めた「Pieces of TOKYO! 〜映画『TOKYO!』 サブテキストDVD〜」が発売された。品番：VPBF-13126、税込定価1,800円。

## 音楽商品
- 2008年8月6日、バップよりオリジナル・サウンドトラック盤CDが発売された。品番：VPCD-81606、税込定価2,500円。

## 出版物
- 2008年8月20日、スイッチ・パブリッシングより、ムック本「映画『TOKYO!』オフィシャル・コンプリートブック」が発売された。

## 備考・トリヴィア
- 第1部「インテリア・デザイン」では、短時間ではあるが、銀座の中銀カプセルタワービルが登場する。ヒロコの部屋探しのシーンで、外観だけでなく内部も登場。
- 第2部「メルド」では、日本での上映でも、怪人メルドの男性器が無修正で映っている。東京芸術大学#横浜キャンパスが利用され、旧富士銀行横浜支店の建物が刑務所として撮影された。